# Герб Білогірського району (Крим)
Герб Білогірського району — офіційний символ  Білогірського району Автономної Республіки Крим, затверджений 28 грудня 2010 року рішенням Білогірської районної ради.

## Опис герба
У щиті, перетятому зеленою вузькою кроквою на синє та золоте поля, у верхньому полі срібна гора, у нижньому — червона чаша з плодами. Щит увінчує срібна корона, знизу на синій стрічці назва району.

## Значення символів
Срібна (біла) гора вказує на назву району, чаша з плодами символизує його природні багатства.